# Robert Rooba
Robert Rooba, född 2 september 1993 i Tallinn, Estland, är en estnisk professionell ishockeyspelare som spelar för KooKoo i Liiga.
Rooba representerar också Estland i internationella ishockeytävlingar och fungerar som lagkapten.